# Junts per Catalunya (partido político)
Junts per Catalunya (JxCat, en español: «Juntos por Cataluña»), también conocido como Junts (en español: «Juntos»), es un partido político español radicado en Cataluña de ideología independentista catalana y tendencia liberal-conservadora.
Tras ser registrado en julio de 2018, este partido (Junts) permaneció bajo el paraguas de la coalición homónima Junts per Catalunya (JuntsxCat) como mera entidad instrumental sin actos propios. Esa situación cambió en julio de 2020, cuando el expresidente catalán Carles Puigdemont y diversos miembros de su entorno asumieron el control del partido, disgregándolo de dicha coalición JuntsxCat con el fin de reestructurar ese espacio político bajo un «liderazgo» claro en un solo partido.
De esta forma, el primer proceso congresual de Junts se desarrolló entre julio y octubre de 2020, concurriendo como partido en solitario por primera vez a las elecciones al Parlamento de Cataluña de 2021.

## Historia

### Antecedentes
Tras la separación de Convergència i Unió (CiU) entre Convergencia Democrática de Cataluña (CDC) y Unió Democrática de Cataluña (UDC) en junio de 2015, el partido CDC pasaría a formar parte de la coalición Junts pel Sí junto a diversos partidos catalanes (entre los que destaca ERC) para concurrir a las elecciones catalanas de septiembre de 2015.
A continuación, en julio de 2016, los miembros de Convergencia Democrática de Cataluña decidieron suspender la actividad política del partido, impulsando la formación del nuevo Partido Demócrata Europeo Catalán (PDeCat) ese mismo mes. No obstante, la antigua CDC continuó existiendo a nivel formal, pasando CDC y el nuevo PDeCAT a conformar la coalición Junts per Catalunya, que concurriría a las elecciones catalanas de diciembre de 2017.

### Período fundacional (2018-2020)

#### Partido registrado sin actividad propia
El 11 de julio de 2018 la dirección del PDeCAT inscribió en el Registro de Partidos Políticos del Ministerio del Interior el partido Junts per Catalunya con la finalidad de emplear el nombre de la coalición JuntsxCat en futuras elecciones, ubicándose su sede en la Rambla de Cataluña y figurando Laia Canet como su presidenta. En paralelo, ese mismo julio de 2018, el espacio más próximo a Puigdemont impulsó el nuevo partido de la Crida Nacional per la República (CNxR) con el fin de otorgar una nueva herramienta a la causa independentista y asegurarse una plataforma política propia en caso de ruptura con el PDeCAT
Tras todo ello, el PDeCAT y el entorno de Puigdemont (CNxR) acordaron mantener el statu quo y volver a presentarse conjuntamente bajo el paraguas de la coalición Junts per Catalunya (JuntsxCat). Así pues, Junts pasó a formar parte de dicha coalición (homónima a este partido, pero entidades diferentes) junto a CDC y PDeCat, permaneciendo a su sombra (durante sus dos primeros años de existencia formal, este partido no tiene actos propios, ni organigrama definido, ni simbología o nomenclatura diferenciada a dicha coalición JuntsxCat).

#### Disgregación y proceso congresual
Finalizado el 2019, las negociaciones sobre la reestructuración del espacio político compartido por Puigdemont y el PDeCAT seguían enquistadas. Debido a ello, el entorno de Puigdemont se hizo con el control de este partido político registrado, cambiando su sede (de la Rambla a la Avenida Diagonal), su presidencia (que pasó de Laia Canet a Carles Valls, alcalde de Balenyá y próximo a Puigdemont) y su imagen corporativa (diferenciándola de la identidad de JuntsxCat). Esta acción fue bien recibida por CNxR, que optó por su disolución para refundarse como un think tank vinculado a Junts. No obstante, el PDeCat la criticó duramente al considerar al partido «Junts per Catalunya» como una marca de su propiedad.
Tras todo ello, el primer Proceso Congresual del «nuevo» partido Junts per Catalunya fue iniciado el 25 de julio de 2020 con una sesión on-line en la que participaron numerosos altos cargos de la coalición JuntsxCat como Marta Madrenas, Elsa Artadi, Laura Borràs, Meritxell Budó o el mismo Carles Puigdemont. Fruto de este proceso, el partido renovó su Ejecutiva mediante una consulta on-line a sus afiliados, resultando electos Carles Puigdemont como presidente del partido (con el 99,3 % de los votos), y Jordi Sànchez como su secretario general (con el 94,2 % de los votos).
Finalmente, dicho Proceso Congresual concluyó el 4 de octubre de 2020 con la aprobación definitiva de los fundamentos ideológicos y organizativos del partido.

### Primera presidencia de Carles Puigdemont (2020-2022)

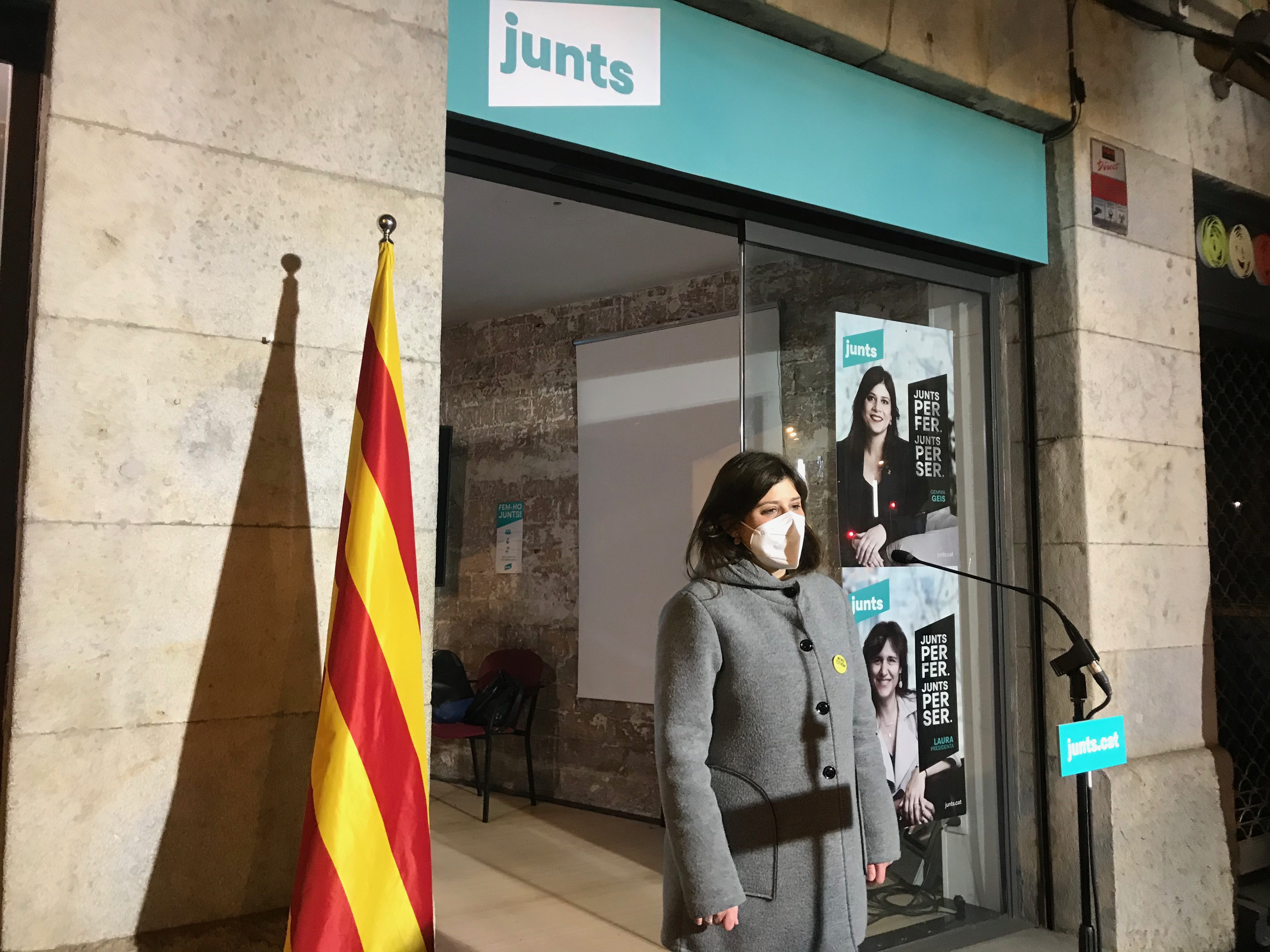
Gemma Geis en la sede de Junts en Gerona, valorando la jornada electoral del 14 de febrero de 2021

Poco después de finalizar el anterior proceso congresual, la organización juvenil Joventut Nacionalista de Catalunya (JNC) abogó por romper su vinculación con el PDeCAT para pasar a apoyar a Junts, impulsando un convenio de colaboración entre ambas formaciones. A continuación, el 8 de noviembre, este partido culminó su proceso de estructuración territorial con la elección de nuevas directivas en las veguerías y comarcas de Cataluña.
Tras ello, Junts inició el proceso de primarias para conformar sus candidaturas a las próximas elecciones catalanas, postulándose como candidatos a la presidencia de la Generalidad de Cataluña dos aspirantes: Laura Borràs y Damià Calvet.
El 29 de noviembre de 2020, la opción de Borràs se impondría por un 75,8% de los votos (frente al 20,5% que obtuvo Calvet). A continuación, Junts lograría firmar convenios de colaboración y recibir el apoyo durante esos comicios de los partidos Demócratas de Cataluña (DC), Moviment d'Esquerres (MES), Solidaritat Catalana per la Independència (SI) y Reagrupament (RCat), aunque sin unirse en una coalición formal.
Finalmente, en esas elecciones catalanas de 2021 Junts acabaría obteniendo 32 diputados en el Parlamento de Cataluña, siendo tercero tanto en votos como escaños. Tras ello, el 12 de marzo de 2021 Laura Borràs fue designada Presidenta del Parlamento catalán.
Pasadas las elecciones, en julio de 2021 Junts firmaría un nuevo convenio de colaboración con el partido francés Unitat Catalana (UC), activo en el departamento de Pirineos Orientales, ampliando el abanico de partidos independentistas con los que Junts fija nexos de colaboración.

### Presidencia de Laura Borrás (2022-2024)
A principios de 2022 se empezó a rumorear sobre el posible abandono de la presidencia del partido por parte de Carles Puigdemont, quien se centraría en el Consell per la República. Tras meses de rumores, el expresident confirmó que dejaría de presidir Junts después del Congreso del partido en junio. Jordi Sánchez tampoco se presentaría a la secretaría general, por discrepancias con la Cúpula interna del partido. Laura Borràs, presidenta del Parlament y líder de facto de Junts, buscaba hacerse con la presidencia del partido. Para evitar una guerra interna con Jordi Turull, quien también deseaba dirigir el partido, decidieron repartirse Junts; este último ocuparía la secretaría general y la presidencia la ocuparía ella.
El 29 de septiembre de 2022, durante el debate de política general del Parlament de Catalunya, el presidente del Grupo parlamentario Albert Batet propuso al president Pere Aragonès que se sometiera a una cuestión de confianza, lo que conllevó a una crisis de gobierno que desembocó en el cese del vicepresidente Jordi Puigneró, de Junts per Catalunya. Ante esta situación, el partido convocó una ejecutiva en la que se acordó que la militancia dediciera si el partido debía continuar en el gobierno de Cataluña mediante una votación telemática. La consulta tuvo lugar los días 6 y 7 de octubre y, tras esta, las bases se mostraron favorables a abandonar la Generalidad con un 55% de los votos favorables, aproximadamente. De este modo, los consellers del partido presentaron su renuncia al cargo ante el president Pere Aragonès, procediendo el partido a situarse en la oposición del gobierno de Cataluña.
Tras las elecciones generales del 23J, Junts per Catalunya consigue 7 diputados en el Congreso de los Diputados pero en principio como no lograron superar la barrera del 15% en todas las provincias catalanas era difícil que obtuviera grupo propio. Fruto de los pactos por la mesa del Parlamento, que llevó a que la presidenta de la mesa fuera Francina Armengol, el PSOE cederá cuatro de sus parlamentarios a Junts per Catalunya para que pueda formar grupo parlamentario propio en la Cámara Baja.Tras esto, el 9 de noviembre alcanzaron un acuerdo para invesitir a Pedro Sánchez como presidente del gobierno. 

### Segunda presidencia de Carles Puigdemont (2024-actualidad)
Tras la celebración de un Congreso en Calella en octubre de 2024, Carles Puigdemont resultó reelegido presidente del partido con el 90% de los votos con el 43% de participación. En paralelo a este congreso, el partido político Demócratas de Cataluña anunció su disolución e integración en Junts.
En abril de 2025, Junts per Catalunya firmó un convenio de colaboración con el partido Moviment d'Esquerres de Catalunya, permitiendo la doble militancia entre formaciones e integrando a miembros de cada uno de los partidos en las directivas del otro. Además, en virtud de dicho acuerdo, el eurodiputado electo Toni Comín y el diputado en el Parlamento de Cataluña Agustí Colomines pasaron a integrarse en MEScat.

## Ideología

### Independencia de Cataluña y relación con el gobierno central
El principal eje político de Junts es la «defensa de que Cataluña ha de continuar adelante con su proceso de liberación nacional, asumiendo un dialogo inteligente, democrática y pacífica con el Estado (español)», de forma que «Junts per Catalunya nace con el propósito de hacer efectiva la constitución de Cataluña como un Estado independiente en forma de república».
Así pues, este partido en sus inicios defendía que «el Estado (español) únicamente se verá obligado a negociar de manera seria (sobre la independencia de Cataluña) si percibe que su correlación de fuerzas evoluciona de forma negativa a sus intereses; y la confrontación sostenida, determinada y estratégica es una condición necesaria para esta evolución», añadiendo que «la estrategia de la confrontación es inevitable porque Europa (y el mundo) solamente reconocerán la independencia catalana si se convierte en una verdadera cuestión internacional».
De esta forma, Junts definía dicha estrategia de confrontación como todas las acciones «políticamente necesarias» y de «desobediencia civil» si fuera necesario que, siendo «democráticas y no violentas», lleven al «desgaste reputacional y político del Estado (español)», «al desgaste del poder del Estado (español) en Cataluña» y a «afectar a los intereses económicos del Estado español». No obstante, Junts no concretó cuáles serían dichas acciones más allá de advertir que «los ciudadanos y funcionarios han de ser conscientes que la confrontación [...] supone sacrificios personales y patrimoniales».
Más recientemente Junts abandonó la confrontación para asumir una estrategia de diálogo político y pacto con las fuerzas mayoritarias en el Estado Español, preferentemente el PSOE, para conseguir sus objetivos políticos. Se implicó, entonces, en la gobernabilidad en España caracterizando este hecho como: «inevitable».

### Nacionalismo catalán y Unión Europea
Junts defiende que «Cataluña es una nación que quiere ser un Estado», afirmando que los llamados «Países Catalanes» son una «nación compartida [...] que comparte la misma lengua y cultura». Por consiguiente, Junts asume la «defensa de la lengua catalana» como «elemento más claro del reconocimiento de Cataluña como una nación», llamando a «impulsar la adopción del catalán (y el aranés) por parte de los ciudadanos recién llegados».Junts defiende, por lo tanto, la transferencia de competencias hacia la Generalidad de Cataluña, la ampliación del autogobierno y la defensa de los derechos nacionales y lingüísticos.
Sobre la cuestión europea, Junts defiende la integración de una Cataluña independiente en la Unión Europea y la eurozona como miembro de pleno derecho. Por lo tanto, la formación es de marcado corte europeísta, considera la UE un marco de trabajo compartido y es proponiente de profundizar en la integración europea. Aun así, el partido se considera «euroexigente» y considera que el futuro de la Unión pasa por «la sustitución de los grandes estados nacionales por estados más pequeños», abogando por «posicionar estratégicamente a Cataluña dentro de Europa». A este respecto, Junts considera al Consejo por la República como un «actor clave» en su estrategia de internacionalización.

### Transversalidad y justicia social
Finalmente, Junts se carateriza por una ideología trasversal estructurada en torno al compromiso de la justicia social. Así, este partido defiende postulados cercanos al liberalismo como «la defensa de la iniciativa individual como motor de prosperidad en un marco de economía de mercado» y el «impulso de la colaboración público-privada desde la administración del gobierno», y a la vez ideas propias de la izquierda como la crítica a «la contrarreforma fiscal y las políticas de austeridad» y la defensa de la «reducción de desigualdades sociales, con la desaparición de cualquier tipo de discriminación».
Aunque en un inicio el partido rehusaba definirse en el eje izquierda-derecha y contaba con un enfoque unilateralista y antisistema que había sido calificado como populista, más recientemente ha abandonado estos postulados. Hoy Junts apuesta por un referéndum pactado y ha asumido una estrategia de diálogo y pacto con el Estado Español para avanzar en derechos nacionales para Cataluña.Siguiendo esta nueva estrategia, Junts facilitó la investidura de Pedro Sánchez, a cambio de, entre otras cosas, la aprobación de ley de amnistía. 
En cuanto al eje izquierda-derecha, Junts, en su Congreso Nacional de 2024, establece como prioridades el refuerzo de los servicios públicos, el derecho al acceso a la vivienda, la cohesión social y reducción de desigualdades juntamente con la reducción del impuesto de sucesiones y patrimonio, la moderación de la presión fiscal, una apuesta por una fiscalidad progresiva y facilidades para los autónomos y las pymes. Estas tesis hacen de Junts, en 2024, una formación de centro - centroderecha enmarcada entre el liberalismo y el socioliberalismo.Existen, pero, algunos altos cargos de la formación que se autodefinen como socialdemócratasy la mayoría de sus votantes se autoperciben en el centroizquierda.
En el marco social, el partido aboga por el avance de los movimientos sociales como el feminismo, la adquisición de derechos para las personas lgbtq+ y en especial de las personas trans o el derecho al aborto, entre otros. Defiende, por lo tanto tesis propias del liberalismo progresista enmarcado en la libertad individual y el respeto a la diversidad. En materia de inmigración, Junts apuesta por una visión pragmática y holística, con un énfasis en la gestión catalana del fenómeno migratorio, con control y asignación de cuotas para gestionar el flujo de personas y una intención de integración alrededor de la catalanidad. Aunque evitan relacionar explícitamente migración con delincuencia, algunos de sus alcaldes han abogado públicamente por la expulsión de inmigrantes reincidentes.
Son un partido nominalmente ecologista y comprometido con la lucha contra el cambio climático, la adopción de la agenda 2030 y el avance de la transición ecológica, aunque muchas de sus políticas, en especial en el Ayuntamiento de Barcelona y sobre la gestión de infraestructuras en Cataluña ponen por delante los intereses económicos a las reivindicaciones ecologistas.
Junts es heredero de la ideología sionista de la antigua Convergència i Unió, y por tanto, en febrero de 2024, se alinean con el PP y votan contra la iniciativa de poner fin al comercio de armas con Israel. 

## Participación en elecciones
Tras la disgregación de Junts de la antigua coalición JuntsxCat en 2020, este partido ha concurrido a diversas elecciones bajo diversos formatos (como partido en solitario o dentro de una coalición electoral).

### Elecciones catalanas de 2021
En las elecciones al Parlamento de Cataluña de 2021 el partido Junts per Catalunya (JxCat, Juntos por Cataluña en español) concurrió como partido en solitario. Para ello, Junts debió recoger firmas y concurrir sin derechos electorales al ser la primera vez que participaba en unos comicios autonómicos (las subvenciones y derechos de la coalición JuntsxCat correspondieron al PDeCat).

### Elecciones municipales de 2023
Para las elecciones municipales de mayo de 2023, el partido político Junts se presentó como parte de la coalición denominada Compromís Municipal (CM, Compromiso Municipal en español). Esta coalición estuvo compuesta por Junts, DC y diversos pequeños partidos locales de Cataluña.
| Partidos                   | Partidos                                |
| Partidos de ámbito catalán | Partidos de ámbito catalán              |
| -------------------------- | --------------------------------------- |
|                            | Junts per Catalunya                     |
|                            | Demócrates de Catalunya                 |
| Partidos de ámbito local   |                                         |
|                            | Junts per Malgrat                       |
|                            | Alternativa Independent Cabrera del Mar |
|                            | Junts per Arenys                        |
|                            | Vila-Seca Segura                        |
|                            | Compromís per la Bisbal                 |
|                            | Junts per Igualada                      |
|                            | Junts per Pineda                        |
|                            | Unitat Cubellenca 11                    |
|                            | Enlairem                                |
|                            | Junts per Sant Pol                      |
|                            | Junts pel Poble                         |
|                            | Junts per Tortosa                       |
|                            | Impulsem Penedès                        |
|                            | Junts per Martorell                     |
|                            | Endavant Castellví                      |
|                            | Impulsem Lleida                         |

### Elecciones generales de 2023
Para presentarse a las elecciones generales de España de 2023, este partido concurrió como parte de la coalición denominada Junts (Juntos en español) y siglas JxCat-Junts. Dicha coalición estuvo compuesta por los partidos JxCat, MEScat y DC.
| Partidos | Partidos                          |
| -------- | --------------------------------- |
|          | Junts per Catalunya               |
|          | Moviment d'Esquerres de Catalunya |
|          | Demòcrates de Catalunya           |

### Elecciones catalanas de 2024
En las elecciones al Parlamento de Cataluña de 2024, se presenta en coalición electoral con Demócratas de Cataluña bajo la denominación Junts+Carles Puigdemont per Catalunya (Cat-Junts+ o simplemente Junts+; Juntos+Carles Puigdemont por Cataluña en español).
| Partidos | Partidos                |
| -------- | ----------------------- |
|          | Junts per Catalunya     |
|          | Demòcrates de Catalunya |

### Elecciones europeas de 2024
De cara a las elecciones al Parlamento Europeo de 2024, Junts concurre dentro de la coalición electoral Junts i Lliures per Europa (Junts UE, Juntos y Libres por Europa en español), de nuevo junto a los partidos DC y MEScat como ya hizo en las elecciones generales de España de 2023.
| Partidos | Partidos                          |
| -------- | --------------------------------- |
|          | Junts per Catalunya               |
|          | Demòcrates de Catalunya           |
|          | Moviment d'Esquerres de Catalunya |

## Resultados electorales

Resultados de Junts Per Catalunya en las elecciones autonómicas de 2021

### Parlamento de Cataluña
| Año  | Candidato         | Votos   | %      | Escaños | +/- | Posición | Gobierno                                  |
| ---- | ----------------- | ------- | ------ | ------- | --- | -------- | ----------------------------------------- |
| 2021 | Laura Borràs      | 570 539 | 20,07% | 32/135  | 32  | 3.º      | Gobierno de coalición con ERC (2021-2022) |
| 2021 | Laura Borràs      | 570 539 | 20,07% | 32/135  | 32  | 3.º      | Oposición (desde octubre de 2022)         |
| 2024 | Carles Puigdemont | 674 896 | 23,61% | 35/135  | 3   | 2.º      | Oposición                                 |

### Elecciones generales
| Año  | Votos   | %                             | +/- pp | Escaños                        | +/- | Posición | Gobierno      | Candidato       |
| ---- | ------- | ----------------------------- | ------ | ------------------------------ | --- | -------- | ------------- | --------------- |
| 2023 | 392 539 | 1,61 Respecto a Cataluña11,16 | Nuevo  | 7/350 Respecto a Cataluña:7/48 | 7   | #6       | Apoyo externo | Míriam Nogueras |

### Elecciones municipales
| Año  | Votos   | %    | +/- pp | Concejales |
| ---- | ------- | ---- | ------ | ---------- |
| 2023 | 552 098 | 2,43 | Nuevo  | 2683/9139  |